# بن ام. ویلیامسون
بن ام. ویلیامسون (به انگلیسی: Ben Mitchell Williamson) سناتور سابق عضو حزب دموکرات ایالات متحده آمریکا بود. وی در سال ۱۹۳۰ تا ۱۹۳۱ میلادی سناتور ایالت کنتاکی در سنای ایالات متحده آمریکا بود.